# Gulögd pingvin
Gulögd pingvin (Megadyptes antipodes) tillhör familjen pingviner och är den enda nu levande arten i släktet Megadyptes.

## Utseende och fältkännetecken

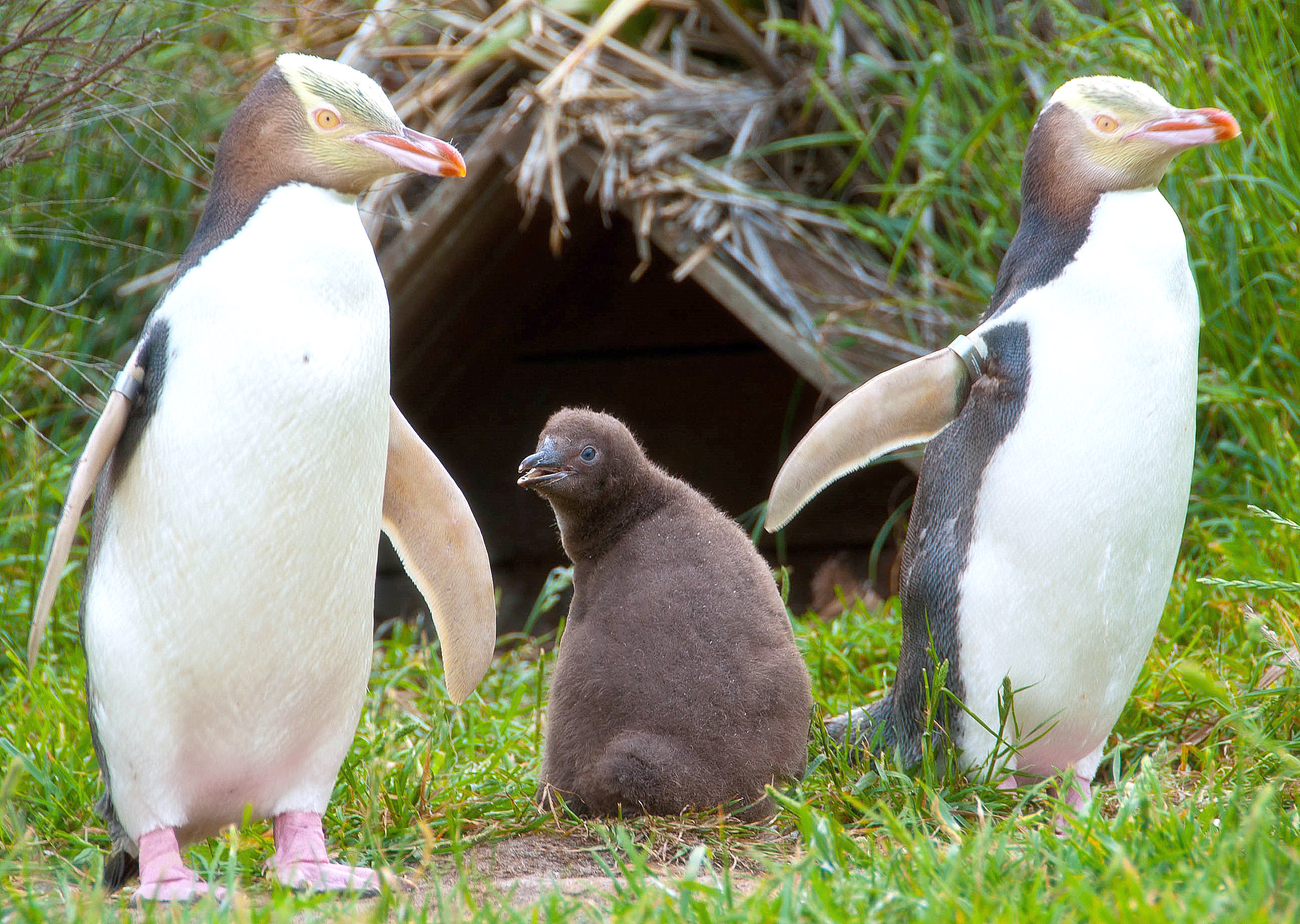
En familj gulögd pingvin, Otagohalvön, Dunedin, Nya Zeeland.

Arten är en ganska stor pingvin med en snittlängd på 75 cm och en genomsnittlig vikt på 6,3 kg. Vikten varierar över året och den är som tyngst, 7–8 kg, precis innan ruggningen och lägst, 5–6 kg, direkt efter ruggningen. Den har ett ljust gult huvud och ännu ljusare gul iris med svarta fjäderspolar. Kinden och hakan är brunsvart. Ett kraftigt gulfärgat band löper från ögonen runt nacken. Juvenilerna saknar detta band och har istället grå iris. I övrigt är fågeln ganska lik åsnepingvinen.

## Taxonomi
Gulögd pingvin beskrevs taxonomiskt första gången 1841 av Jacques Bernard Hombron och Honoré Jacquinot. Tidigare trodde man att den var närbesläktad med dvärgpingvin (Eudyptula minor), men molekylära studier indikerar att den är mer närbesläktad med pingvinerna i släktet Eudyptes. Den är idag ensam art i sitt släkte Megadyptes, men 2008 upptäcktes en närbesläktad, mindre, nyligen utdöd art, som fått namnet waitahapingvin (Megadyptes waitaha)..

## Utbredning
Arten förekommer vid kusten av södra Nya Zeeland, exempelvis på Otagohalvön. Den förekommer också på  Aucklandöarna, Campbellöarna och Stewart Island.

## Ekologi
Gulögd pingvin är mycket lugn och skygg. Den vistas hela året kring området där den häckar. Utanför häckningstiden genomför den endast korta vandringar som varar i mindre än en vecka. Ruggning sker en gång per år i februari eller mars och varar i tre till fyra veckor.
De är ganska långlivade och vissa individer når en ålder av 20 år. Hanarna blir generellt äldre än honorna.

### Biotop

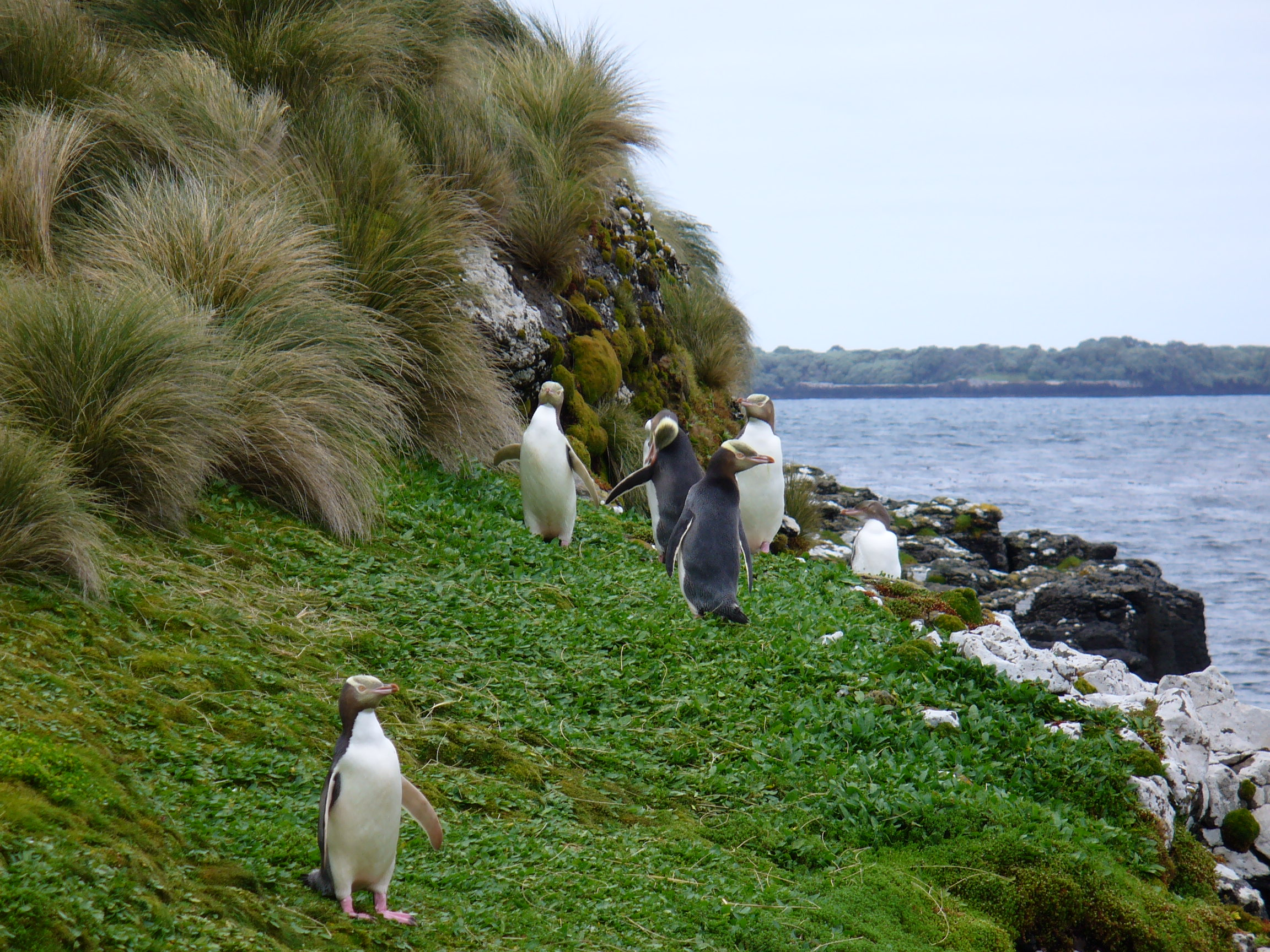
Gulögd pingvin på stranden vid Enderby Island, Aucklandöarna.

Den häckar vanligtvis i skogs- eller buskbiotoper, bland nyzeeländskt lin (Phormium tenax) och gul busklupin (Lupinus arboreus), på sluttningar eller i raviner som vetter mot havet, eller direkt på stranden. Dessa häckningsområden finns oftast vid mindre vikar eller på en udde vid större vikar.

### Häckning
I motsats till flera andra pingviner ruvar gulögd pingvinen inte i kolonier. Revirets storlek kan uppgå till en hektar. Fågelns rede ligger gömd i tät undervegetation. Vanligen läggs två ägg åt gången. Äggen ruvas i cirka sju veckor och ungarna är självständiga efter ungefär 100 dagar.

## Status och hot
Hela populationen uppskattas till 2 600–3 000 vuxna individer och arten listas av IUCN som starkt hotad (EN). I vissa publikationer beskrivs arten som den mest sällsynta av pingvinarter, men galápagospingvinen har en mindre population.